# Saint-Gorgon (Vosgi)
Saint-Gorgon è un comune francese di 390 abitanti situato nel dipartimento dei Vosgi nella regione del Grand Est.

## Società

### Evoluzione demografica
Abitanti censiti